# Balve
Balve is een stad en gemeente in de Duitse deelstaat Noordrijn-Westfalen, gelegen in de Märkischer Kreis, Sauerland. De stad telt 11.217 inwoners (31 december 2020) op een oppervlakte van 74,77 km². De Hönne vloeit door Balve.
De plaats werd al vermeld in de negende eeuw. In 1430 verkreeg Balve stadsrecht. De stad was verbonden aan de Hanze.

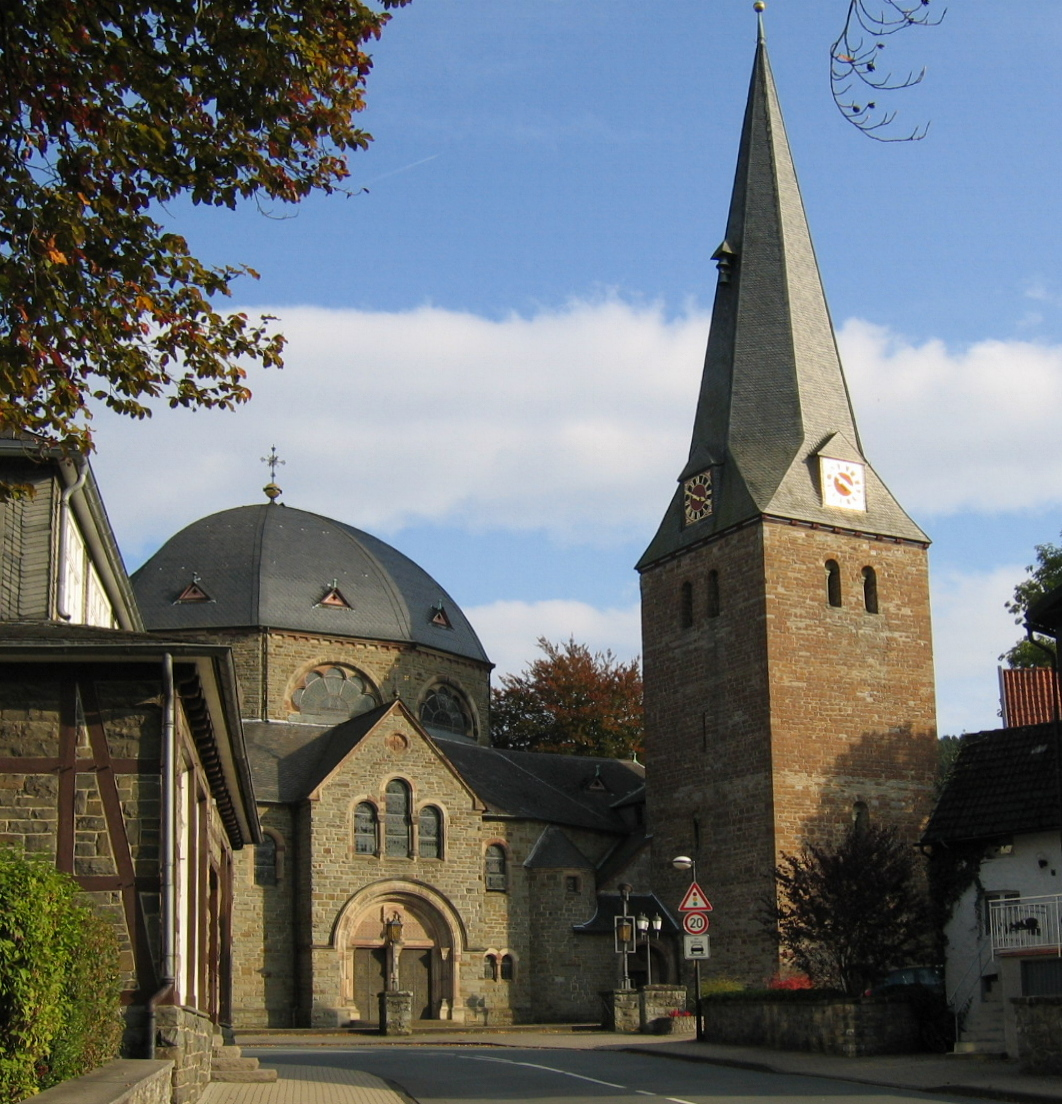
Kerk St. Blasius, Balve

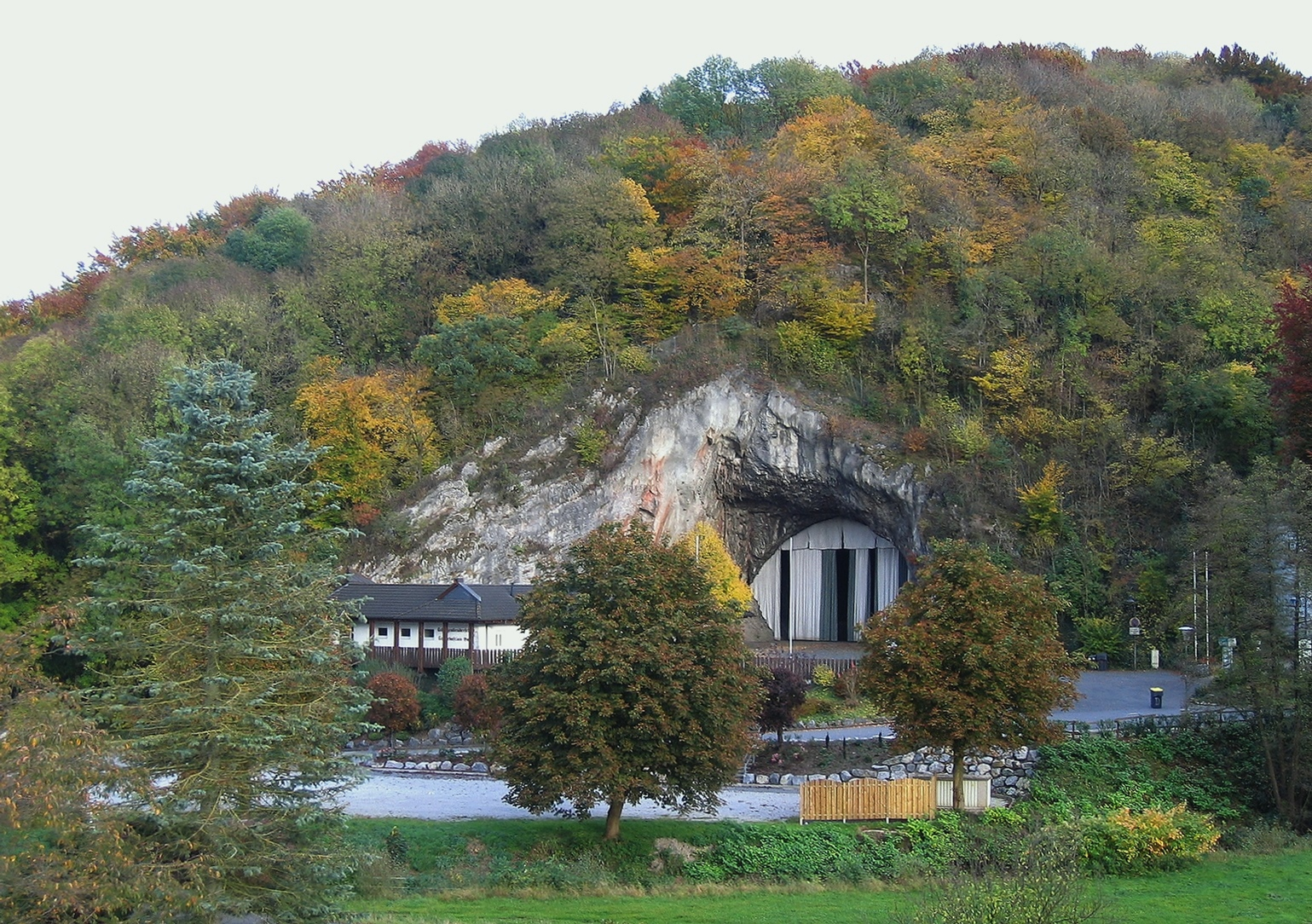
Balver Höhle

Altena · Balve · Halver · Hemer · Herscheid · Iserlohn · Kierspe · Lüdenscheid · Meinerzhagen · Menden · Nachrodt-Wiblingwerde · Neuenrade · Plettenberg · Schalksmühle · Werdohl